# Murat V.
Murat V. (osmanskoturško مراد خامس, latinizirano: Murâd-ı ḫâmis; turško V. Murad) je bil od 30. maja do 31. avgusta 1876 sultan Osmanskega cesarstva, * 21. september 1840, Istanbul, Osmansko cesarstvo, † 29. avgust 1904, Istanbul 
Bil je sin sultana Abdulmedžida I.. Podpiral je idejo o pretvorbi Osmanskega cesarstva v ustavno monarhijo. Abdulmedžida I. je nasledil njegov brat Abdulaziz, ki je poskušal za svojega naslednika imenovati svojega sina, kar je Murata spodbudilo k sodelovanju pri strmoglavljenju svojega strica. Muratovo krhko fizično in duševno zdravje je povzročilo, da je bila njegova vladavina nestabilna, in Murat V. je bil po samo 93 dneh vladanja odstavljen v korist svojega polbrata Abdula Hamida II.

## Otroštvo
Murat V. je bil rojen kot Şehzade (princ) Mehmed Murat 21. septembra 1840 v palači Çırağan v Istanbulu. Njegov oče je bil sultan Abdulmedžid I., sin sultana Mahmuda II. in Bezmiâlem Sultan. Muratova mati je bila Gruzinka Şevkefza Kadın.
Septembra 1847 je bil pri sedmih letih skupaj z mlajšim polbratom Şehzade Abdulom Hamidom slavnostno obrezan.
Šolal se je v dvorni palači. Njegovi učitelji so bili Toprik Sulejman Efendi, ki je poučeval Koran, Ferik Efendi, ki je poučeval osmansko turščino, šejk Hafız Efendi, ki je poučeval hadis (Mohamedov nauk), gospod Gardet, ki je poučeval francoščino, Callisto Guatelli in Italijan Lombardi, ki je poučeval igranje klavirja.

## Kronski princ
Ko je po smrti sultana Abdulmedžida leta 1861 prestol zasedel Abdulaziz, je Murat postal prestolonaslednik. Večino časa je preživel na svojem posestvu v Kurbağalıdereju, ki mu ga je dodelil Abdulaziz. Njegova družina je zime preživljala v prestolonaslednikovih apartmajih v palači Dolmabahçe in dvorcu Nisbetiye.
Z Abdulazizom je leta 1863 obiskal Egipt in leta 1867 Evropo. Medtem ko so ga evropski vladarji cenili zaradi njegove prijaznosti, ga je njegov stric, ki mu je bilo to neprijetno, nameraval poslati domov. Napoleon III. in kraljica Viktorija sta pokazala večje zanimanje zanj kot za Abdulaziza. Za prestolonaslednika so bile za organizirane tudi posebne prireditve in izleti.
Pogosto je komuniciral z Novoturki, ki so želeli imeti ustavno državo. Z njimi je izmenjaval ideje o ustavi, demokraciji in svobodi. Preko Zija paše in njegovega zasebnega zdravnika Kapoleon efendije je komuniciral tudi z Midhat pašo, vodilnim državnikom obdobja osmanskega tanzimata in vodjo opozicijske skupine, ki je bila nezadovoljna z vladavino sultana Abdulaziza.
Murat je bil prvi član Osmanske dinastije, ki je postal član Velike lože prostozidarjev Osmanskega cesarstva. 20. oktobra 1872 je bil na skrivaj sprejet v ložo, ki jo je sponzoriral njegov komornik Seyyid beg. Murat se je vzpenjal po hierarhiji lože in na neki točki predlagal ustanovitev neodvisne osmanske lože, ki bi jo poimenovali Envar-ı Şarkiye (Vzhodne luči). Obredi v njej bi potekali v osmanščini, vendar načrt ni bil nikoli uresničen.

## Vprašanje nasledstva
Sultan Abdulaziz je poskušal spremeniti osmanski sistem dedovanja prestola v korist svojega sina Şehzade Jusufa Izzeddina. V ta namen se je sultan odločil pomiriti različne skupine in med njimi pridobiti priljubljenost svojega sina. Med obiski po Evropi leta 1867 so se razširile govorice, da je Abdulaziz v nasprotju s pravili protokola uredil Izzeddinov sprejem v Parizu in Londonu pred sprejemom uradnega dediča, princa Murata. Ko je konservativni Mahmud Nedim paša septembra 1871 postal veliki vezir, je podprl Abdulazizove načrte. Da bi dodatno legitimiral svoje načrte, je Abdulaziz taktično podprl spremembo primogeniture v egiptovski dinastiji Mohameda Alija. S podelitvijo primogeniture Ismail paši leta 1866 je Abdulaziz očitno želel ustvariti pozitivno ozračje v korist svojega sina.

## Vladanje

### Pristop
Posledica Abdulazizovega spletkarjenja je bilo Muratovo sodelovanje z ustavotvornimi krogi in v Abdulazizizovi odstavitvi. V noči z 29. na 30. maj 1876 je odbor, ki sta ga vodila Midhat paša in vojni minister Husein Avni paša, odstavil Abdulaziza in povzdignil Murata na osmanski prestol.
Murat V. ni bil sposoben obdržati svojega položaja. Trudil se je opravljati vladarske posle, ki so bili povsem v nasprotju z njegovim prej mirnim življenjem, ko se je ukvarjal z glasbo. Njegovi šibki živci so skupaj z alkoholizmom povzročili duševni zlom. Smrt njegovega odstavljenega strica le nekaj dni po njegovem prihodu na prestol ga je osupnila in še povečala njegovo stisko.

### Bolezen in odstavitev
Murat se je začel nenavadno obnašati in popolnoma propadel. Vladni voditelji so poklicali dunajskega specialista za psihiatrične motnje, dr. Maxa Leidesdorfa, ki je ugotovil, da bi novi sultan lahko popolnoma okreval s trimesečnim zdravljenjem v kliniki, česar osmanski voditelji niso bili pripravljeni poskusiti. Bistven element njihovih načrtov za izvedbo reform z ustrezno legitimnostjo je bil mentalno kompetenten vladar, kakršen je bil Muratov mlajši polbrat Abdul Hamid. Slednji je tudi podpiral načrte za uvedbo parlamentarne vlade.
Midhat paša in osmanska vlada so prosili za presojo šejka islama, ki je odobril Muratovo detronizacijo. Ko so pridobili Abdul Hamidovo obljubo, da bo razglasil ustavo, so Murata V. 31. avgusta 1876 po triindevetdeset dneh vladanja odstavili z obrazložitvijo, da je duševno bolan. Murata so zaprli v palačo Çırağan, ki je ni smel zapustiti.

## Pripor
V priporu je Muratova žena Gevheriz Hanım poskušala doseči, da bi Murata pregledal britanski zdravnik in ugotovil njegove duševne sposobnosti. Po eni od pripovedi zdravnika niso poslali Britanci, ampak turški prostozidarji.
Po približno devet mesecih pripora so se Muratu povrnile duševne sposobnosti. V prvih dveh letih njegovega pripora v Çırağanu so ga njegovi privrženci trikrat poskusili osvoboditi in vrniti na prestol. Poskusi so se končali s poostrenim nadzorom palače in okolice.

### Suavijev incident
V poskus Muratove osvoboditve 20. maja 1878 so bili vpleteni Muratova brata Şehzade Ahmed Kemaleddin in Şehzade Selim Sulejman üleyman, sestri Fatma Sultan in Seniha Sultan ter njen mož Mahmud Celaleddin paša. V palačo Çırağan je vdrl Ali Suavi, radikalni politični nasprotnik avtoritarnega Abdula Hamida, s skupino oboroženih beguncev iz nedavne rusko-turške vojne (1877–1878). Murata naj bi prevzela osmanska bojna ladja Mesudiye, zasidrana v bližini palače. Ali Suavijevi možje niso uspeli premagati ostrega odpora policijskega prefekta Bešiktaša Hadžı Hasan paše. Večina mož je bila ubita, varovanje palače pa so zatem še poostrili.

### Življenje v priporu
Ko so se mu mentalne sposobnosti povrnile, je Murat živel veliko bolj prijazno življenje od tistega, ki mu ga pripisuje zahodni tisk. Poročila so stalno trdila, da je nekdanji sultan trpel, pobegnil in se skrival ali pa bratu pridigal o armenskih težavah.
Po materini smrti leta 1889 je vso svojo ljubezen in pozornost usmeril v svoje otroke. Selaheddin je postal njegov sopotnik v žalosti in skupaj sta preživljala dolge ure v spominih na pretekle dni in razmišljanjih o prihodnosti. Nekaj časa sta se oče in sin zanimala za Rumijevo pesnitev Mesnavi, ure in ure recitirala verze iz tega dela in pri tem imela veliko veselja.

## Smrt in zapuščina
Murat je umrl v palači Çırağan 29. avgusta 1904 zaradi sladkorne bolezni. Njegova glavna žena Mevhibe Kadın in njegov sin Selahaddin sta sporočila njegovo željo, da bi bil pokopan v mavzoleju Jahja efendija, vendar Abdul Hamid tega ni odobril. Muratov pogreb je bil naslednji dan opravljen brez napovedi in slovesnosti. Njegovo truplo so v palači Topkapı umili in zavili in nato odpeljali v mošejo Hidajet v Bahçekapı. Po pogrebnem sprevodu je bil pokopan poleg svoje matere Ševkefze v Novi mošeji v Istanbulu.
Pomemben primarni vir podatkov o njegovem življenju so spomini ene od njegovih žena, Filizten Hanım, napisani v 30. letih 20. stoletja.

## Osebnost
Murat je govoril francosko in arabsko. Naročal in bral je knjige in revije iz Francije in bil pod vplivom francoske kulture. Igral je klavir in komponiral glasbo v zahodnem slogu. Bil je liberalec.

## Odlikovanja
- Red Medžidije z dragulji, 23. februar 1867.[14]

## Družina
Muratova družina je skupaj z njim skoraj dvajset let preživela v priporu v palači Çırağan. 
Odstavljeni sultan je imel devet žena, tri sinove in štiri hčerke.